# Carlos Daniel Cordone
Carlos Daniel Cordone (* 6. Januar 1974 in General Rodríguez, Partido General Rodríguez) ist ein ehemaliger argentinischer Fußballspieler.

## Karriere
Der Stürmer spielte von 1993 bis 1999 bei Vélez Sársfield. Mit dem Klub gewann er 1996 die Copa Interamericana und die Supercopa Sudamericana und 1997 die Recopa Sudamericana. Im ersten Halbjahr 2000 spielte er beim Racing Club und wechselte dann zu Newcastle United in die englische Premier League. Nach einer Saison kehrte er in sein Heimatland zurück zu den Argentinos Juniors. Von 2002 bis 2004 spielte er bei San Lorenzo und gewann mit dem Klub die Copa Sudamericana 2002. Anfang April 2003 wurde er bei einer Dopingkontrolle positiv getestet und für drei Monate gesperrt. Im Juli stand er mit San Lorenzo im Finale um die Recopa Sudamericana, das aber gegen den Club Olimpia verloren ging. Im Februar 2004 fiel Cordone erneut durch einen Dopingtest und wurde als Wiederholungstäter für zwei Jahre gesperrt. Von 2006 bis zu seinem Karriereende 2012 spielte er bei den Klubs Argentino de Merlo, Independiente Rivadavia, Leandro N. Alem, Tristán Suárez und wieder Leandro N. Alem.

## Erfolge
Vélez Sarsfield
- Argentinischer Meister: 1995-A, 1996-C, 1998-C

San Lorenzo
- Copa Sudamericana: 2002